# Santiurde de Toranzo
Santiurde de Toranzo település Spanyolországban, Kantábria autonóm közösségben. Santiurde de Toranzo Puente Viesgo, Castañeda, Santa María de Cayón, Villafufre, Villacarriedo, Vega de Pas, Luena és Corvera de Toranzo községekkel határos. Lakosainak száma 1739 fő (2024).

## Népesség
A település népessége az elmúlt években az alábbi módon változott:
| Lakosok száma | 1615 | 1406 | 1351 | 1512 | 1604 | 1581 | 1610 | 1629 | 1711 | 1739 |
|               | 2001 | 2004 | 2007 | 2009 | 2012 | 2014 | 2017 | 2019 | 2022 | 2024 |